# Farnuces de Licia
Farnuces (en griego Φαρνούχης o Φαρνούχoς) fue un licio nombrado por Alejandro Magno para mandar la fuerza que envió a Sogdiana contra Espitamenes en 329 a. C. El resultado de la expedición fue desastroso, con la destrucción del ejército entero. A Farnuces se le había confiado la superintendencia, porque estaba familiarizado con el lenguaje de los habitantes de la región y había mostrado mucha destreza en sus relaciones con ellos. Según Aristóbulo de Casandrea  era consciente de su deficiente habilidad militar y quiso ceder el mando a tres oficiales macedonios subordinados a él (Cárano, Menedemo y Andrómaco), pero rechazaron aceptar el mando.